# كازوها توياما
كازوها توياما (遠山和葉, Tōyama Kazuha هي أحد شخصيات سلسلة أنمي ومانغا المحقق كونان، ظهرت لأول مرة في الحلقة 118 من السلسلة.

## الوصف
كازوها هي صديقة الطفولة والحب الأول لهيجي هاتوري، المعروف باسم "محقق الغرب"، تتميز بكونها تحبه وتغار عليه، على الرغم من التوترات وشجارات التي تحدث بينهما بشكل متكرر. التحقت بالسنة الثانية في مدرسة كايكاتا غاكوين الثانوية. تعيش كازوها في أوساكا، وتبلغ من العمر 17 عامًا. تصفيفة شعرها الأساسية هي ذيل حصان مربوط بشريط كبير.
والدها، جينجيرو توياما، هو المدير الجنائي لشرطة أوساكا. لم تظهر والدة كازوها في السلسلة حتى الآن، لكن يتم ذكرها أحيانًا، وصورتها غير معروفة. غالبًا ما يرتبط ظهور كازوها بهيجي، بينما لا يرتبط ظهور هيجي بها كثيرًا.